# Hockey Club de Mulhouse
Die Scorpions de Mulhouse (offizieller Name: Hockey Club de Mulhouse) waren eine französische Eishockeymannschaft aus Mülhausen, welche von 1969 bis 2005 existierte und deren größter Erfolg der Gewinn des französischen Meistertitels in der Saison 2004/05 war.

## Geschichte
Der Hockey Club de Mulhouse wurde 1969 unter dem Namen Association des Sports de Glace de Mulhouse gegründet und nahm den Spielbetrieb in der viertklassigen Division 3 auf. Mit der Einweihung der Eishalle de l'Illberg 1986 erhielt Mülhausen eine dauerhafte Heimat für die Ausübung des Eishockeysports. Ende der 1990er Jahre professionalisierte sich der Verein aus dem Elsass. In der Folgezeit gelang der Mannschaft der Durchmarsch bis in die zweite französische Spielklasse, die Division 1, in der die Mannschaft in der Saison 2000/01 den Aufstieg in die Ligue Magnus erreichte. Erstmals auf sich aufmerksam machen konnte der HC Mulhouse durch das Erreichen des dritten Platzes in der Saison 2002/03. In der Saison 2004/05 gelang Mulhouse überraschend der Gewinn des französischen Meistertitels. Im Playoff-Finale setzten sich die Elsässer – verstärkt durch zahlreiche ausländische Topspieler wie aufgrund des Lockouts in der National Hockey League durch die Kanadier Steven Reinprecht und Steve Montador – gegen die Diables Noirs de Tours in der Best-of-Three-Serie mit 2:0 Siegen durch. Im Anschluss an diesen Erfolg wurde die verschuldete Mannschaft allerdings aus der Ligue Magnus ausgeschlossen und der Verein aufgelöst.
Als Nachfolgeverein des HC Mulhouse wurde 2005 die Association pour le Développement du Hockey Mulhousien gegründete, welche in Anlehnung an den HCM ebenfalls als Scorpions de Mulhouse aufläuft und dieselben Vereinsfarben verwenden. Am Ende der Saison 2008/09 stieg der Verein in die zweitklassige Division 1 auf, am Ende der Saison 2011/12 wieder in die Ligue Magnus. Nach einer Saison musste der Mülhausen aus sportlichen Gründen wieder den Abstieg in die zweithöchste Division 1 antreten. 2017 gelang den Elsässern der neuerliche Aufstieg in die Ligue Magnus, wo sie sich während sechs Jahren halten konnten. 2023 musste Mülhausen allerdings erneut Zahlungsunfähigkeit erklären und einen neuerlichen Zwangsabstieg in die viertklassige Division 3 verkraften. Insgesamt spielten die Skorpione aus Mülhausen während 11 Jahren in der ersten französischen Liga.

## Meisterkader 2004/05
| Französischer Meister HC Mulhouse | Torhüter: Fabrice Lhenry Verteidiger: Francis Ballet, Allan Carriou, Jérôme Catil, Jukka Hakkarainen, Steve Montador, Lilian Prunet, Miikka Ruokonen, Jani Virtanen Angreifer: Jérémy Bigot, Lionel Bilbao, Ryan Christie, Olivier Coqueux, Greg Day, Juho Jokinen, Jani Kiviharju, Steve Michou, Milos Palovcik, Steven Reinprecht, Maurice Rozenthal, Pavol Segľa, Hermanni Vidman Cheftrainer: |

## Weitere bekannte Spieler
- Richard Aimonetto
- Juraj Faith
- Alexander Kuzminski
- Jukka Ollila
- Miroslav Pažák
- Luc Tardif junior